# Madlenka Scholze
Madlenka Scholze (obersorbisch Madleńka Šołćic; * 1975) ist eine sorbische Autorin, Redakteurin und Dramaturgin.
Sie wuchs in Cunnewitz bei Kamenz zweisprachig auf und lebt heute in Bautzen. Sie studierte in Leipzig Sorabistik und Journalistik. Im Jahre 2003 erhielt sie ihren Abschluss als Diplomdramaturgin. 
Ihre Karriere beim Sorbischen Rundfunk begann 1999, mit der Gründung der sorbischen Jugendsendung Radio Satkula, an der sie als Moderatorin mitwirkte. Später arbeitete sie als Moderatorin und Redakteurin des Serbski rozhłós (Sorbischer Rundfunk). Außerdem arbeitete sie für die obersorbische Fernsehsendung Wuhladko.
Madlenka Scholze arbeitet als Dramaturgin und seit 2011 als Stellvertreterin des Intendanten für sorbisches Theater am Deutsch-Sorbischen Volkstheater in Bautzen.